# Gytis Paulauskas
Gytis Paulauskas (sinh ngày 27 tháng 9 năm 1999) là một cầu thủ bóng đá Litva hiện đang thi đấu ở vị trí tiền đạo cho câu lạc bộ FC Kolos Kovalivka và Đội tuyển bóng đá quốc gia Litva.

## Sự nghiệp thi đấu quốc tế
Paulauskas ra mắt quốc tế cho Litva vào ngày 7 tháng 10 năm 2020 trong 1 trận đấu giao hữu gặp Estonia.

## Thống kê sự nghiệp

### Quốc tế
Tính đến 7 tháng 10 năm 2020
| Litva     | Litva       | Litva     |
| Năm       | Số trận đấu | Bàn thắng |
| --------- | ----------- | --------- |
| 2020      | 1           | 0         |
| Tổng cộng | 1           | 0         |